# Herbert Edward Ryle

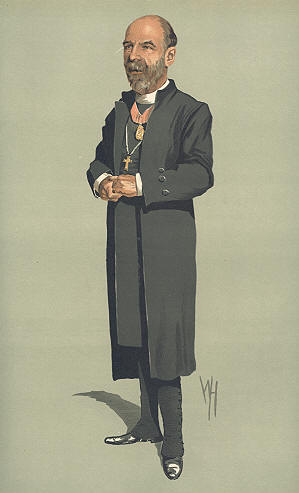
Herbert Edward Ryle.

Herbert Edward Ryle, född den 25 maj 1856 i London, död den 20 augusti 1925, var en brittisk biskop och bibelforskare, son till John Charles Ryle, farbror till Gilbert Ryle.
Ryle studerade i Cambridge och var teologie professor vid universitetet där 1896-1901. Han blev biskop av Exeter 1901 och av Winchester 1903, men utbytte 1911 av hälsoskäl sistnämnda ämbete mot befattningen som domprost (dean) i Westminster. Ryle företrädde en moderat riktning inom den engelska bibelkritiska forskningen; bland hans skrifter märks The canon of the Old Testament (1892), The early narratives of Genesis (samma år), On Holy Scripture and criticism (1904) och Commentary on Genesis (1914). Ryle var ordförande i den kyrkliga kommission, som 1909 av ärkebiskopen i Canterbury sändes till Sverige i och för förhandlingar om närmare förbindelse mellan den svenska och den engelska kyrkan.